# Veno Pilon

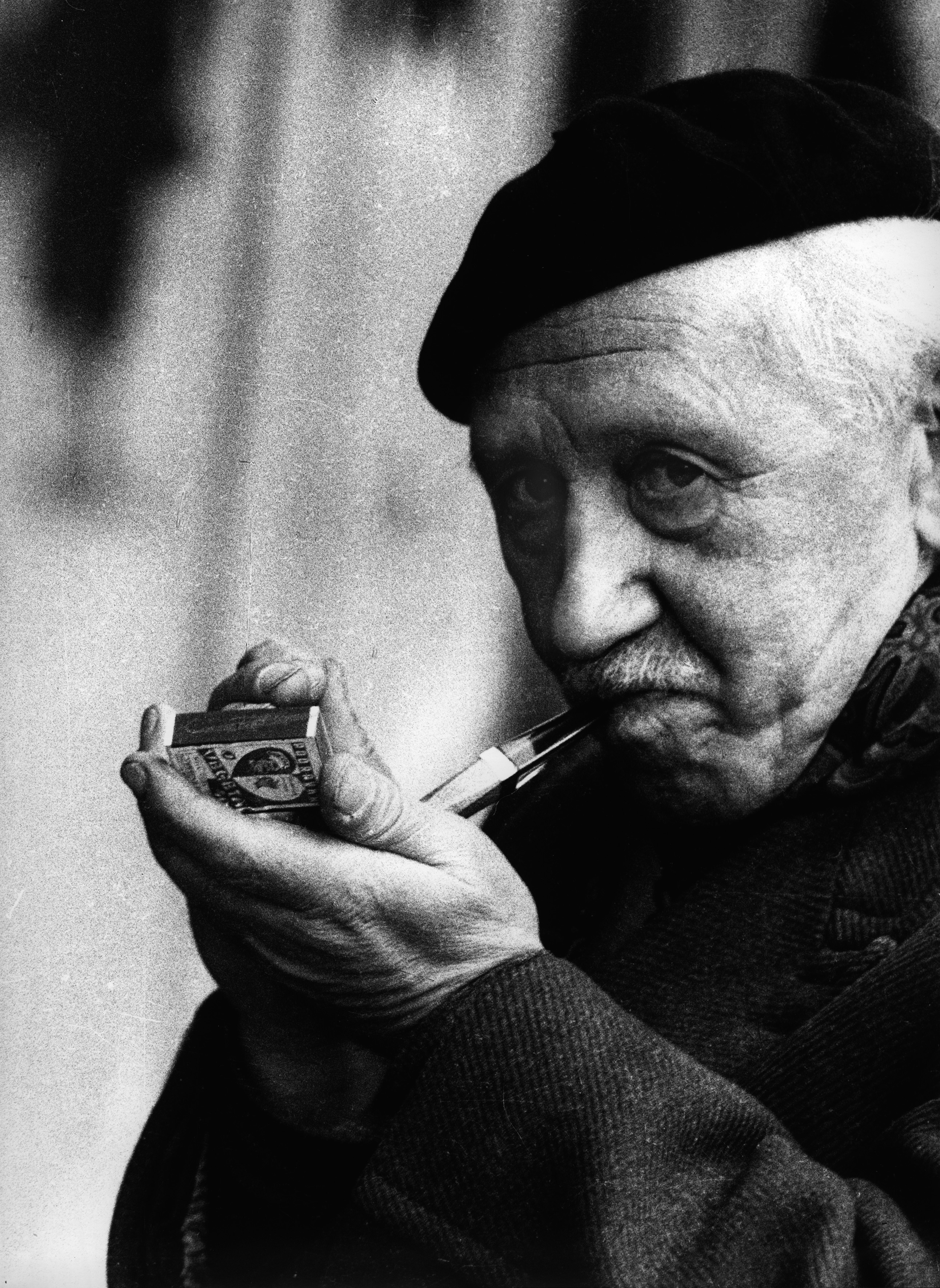
Veno Pilon in 1969

Veno Pilon (Ajdovščina, 22 september 1896 - aldaar, 23 september 1970) was een Sloveens kunstschilder en fotograaf uit de eerste helft van de twintigste eeuw, die tot de expressionisten gerekend kan worden.
Na zijn middelbareschooltijd in Gorizia werd Pilon gemobiliseerd en vertrok als Oostenrijks soldaat naar het front. Vandaar werd hij krijgsgevangen gemaakt, waar zijn eerste aquarellen ontstonden. Na zijn krijgsgevangenschap in Rusland keerde hij terug naar Slovenië en diende tot 1919 in Karinthië.
Tussen de beide wereldoorlogen studeerde Pilon aan de kunstacademie in Praag, Wenen en Florence. In zijn vroege periode wijdde Pilon zich vooral aan de schilderkunst, later na zijn vestiging in Parijs in 1928 trok de fotografie meer en meer zijn belangstelling.
Het werk van Pilon wordt gerekend tot het expressionisme en de nieuwe zakelijkheid. Stillevens, landschappen en portretten vormen de kern van zijn schilderkunst. Daarnaast omvat zijn oeuvre werken uit de fotografie, architectuur en beeldhouwkunst. 
Na de dood van zijn vrouw in 1967 keerde Pilon uit Parijs terug naar zijn geboorteplaats Ajdovščina, waar hij in 1970 overleed. In Ajdovščina bevindt zich de naar hem genoemde Pilonova Galerija, waar zijn nalatenschap te zien is.
- Bibliothèque nationale de France: cb135720382 (data)
- Gemeinsame Normdatei: 118944037
- International Standard Name Identifier: 0000 0000 6631 1689
- Library of Congress Control Number: n90631178
- Nederlandse Thesaurus van Auteursnamen: 238487288
- PIC: 337758
- RKD-Nederlands Instituut voor Kunstgeschiedenis: 240177
- Istituto Centrale per il Catalogo Unico: SBLV284073
- Système universitaire de documentation: 153672765
- Union List of Artist Names: 500125937
- Virtual International Authority File: 35255759
- WorldCat: E39PBJwdfdqrVqpy33XjFfgqcP